# Zelňačka
Zelňačka čili zelná polévka je tradiční česká polévka z kysaného zelí. Patří mezi syté a vydatné polévky a vaří se ve velkém množství variant. Základem je vždy kysané zelí, a další zelenina jako brambory nebo cibule. Koření se obvykle solí, pepřem, kmínem a paprikou. Může se přidat slanina, uzené maso nebo klobása, sušené houby, a na konci lze polévku doplnit zakysanou nebo sladkou smetanou.

## Historie
Zelňačka se v Česku připravuje dlouho, jelikož mezi základní vybavení českých kuchyní patřilo zelí, cibule a brambory. Proto se někdy nazývá i jako staročeská zelňačka. Dosud má tato polévka významnou roli v české gastronomii, především pro zimní období.

## Příprava
Příprava je jednoduchá. Brambory je lepší vařit zvlášť, protože potom neztvrdnou pod vlivem kyselosti zelí.

## Nutriční hodnoty
Zelňačka je zdravá a výživná, kysané zelí je bohaté na Vitamíny a minerály a díky tomu působí jako elixír zdraví. Jeho nutriční hodnota je díky procesům mléčného kvašení v porovnání s čerstvým zelím zhruba dvojnásobná. Při kvašení vznikají látky a mikroorganismy prospěšné pro střevní mikrofloru.

## Varianty
Zelňačka se od základního receptu může odlišovat podle chuti nebo regionu. Někdy se do ni přidává klobása, jindy například vepřové maso nebo uzené pro silnější chuť. Jindy se může vynechat paprika nebo přidat smetana, atd. V podstatě každá rodina má trochu jiný recept, polévka má nepřeberné množství variací a oblíbená je pro svou jednoduchost a vydatnost třeba u studentů.

## Servírování
Česká zelňačka se servíruje samotná nebo s chlebem. Nejlepší je druhý až třetí den. Její silná chuť působí jako vzpruha.

## Kultura
Ve vaření tradiční české zelňačky se například pořádalo v Jeseníkách neformální zimní mistrovství pod názvem Zelňačka pod sjezdovkou.